# Leptobrachium bompu
Leptobrachium bompu é uma espécie de anfíbio anuro da família Megophryidae. Está presente na Índia. A UICN classificou-a como pouco preocupante.